# 아마존 게임스
아마존 게임스(Amazon Games, 이전 사명: 아마존 게임 스튜디오, Amazon Game Studios)는 미국의 비디오 게임 기업이자, 기업 개발 부서 내에 개발되는 비디오 게임을 배급하는데 주로 집중하는 온라인 소매 기업 아마존의 부서이다.
2011년, 아마존은 아마존 앱스토어를 개시하고 모바일 소셜 게임용 개발자들을 고용하기 시작했다.

## 게임
- 에어포트 마니아
- 더 그랜드 투어 게임
- 뉴 월드
- 로스트아크